# Erminia Alexandrovna Jdanko
Erminia Alexandrovna Jdanko (russe : Ерминия Александровна Жданко́), née le 3 mars 1891 et morte après avril 1914 en mer de Kara, est une religieuse et exploratrice russe.
Membre des Sœurs de la Miséricorde, elle est infirmière sur le Sviataïa Anna lors de l'expédition de Gueorgui Broussilov dans l'Arctique.

## Biographie
Erminia Jdanko est née dans la famille d'un militaire nommé A. E. Jdanko (Жданко, Александр Ефимович (ru)). Il existe une légende familiale selon laquelle elle aurait failli partir pour défendre Port Arthur.
Elle suit les cours des Sœurs de la Miséricorde. À l'été 1912, elle répond à une offre pour effectuer un voyage en mer de Saint-Pétersbourg à Arkhangelsk à bord du Sviataïa Anna. Lorsqu'à Alexandrovsk-sur-Mourman, plusieurs membres de l'expédition, y compris le médecin du bord, refusent de participer au voyage pour une raison inconnue, malgré la désapprobation de son père, elle reste dans l'expédition,.
Le navigateur Valerian Albanov témoignera que pendant la dérive de plusieurs mois du navire E. A. Jdanko a fait preuve de retenue, de courage et de bravoure, en prenant soin des malades de manière désintéressée : « Nous aimions et idolâtrions tous notre médecin, mais elle ne donnait la préférence à personne. C'était une femme forte, l'idole de tout l'équipage. C'était une véritable amie, d'une gentillesse, d'une intelligence et d'un tact rares... ».
À partir d'avril 1914, lorsque le navire est abandonné par un groupe de membres de l'expédition dirigé par Albanov, sa trace, comme celle de tous ses compagnons, se perd. En 1914-1915, Otto Sverdrup et Vladimir Roussanov puis Nikifor Beguitchev et diverses autres expéditions sont envoyés au secours de Broussilov, en vain. Il faudra attendre 2010 pour qu'enfin des restes ainsi que des squelettes des membres de l'expédition et le carnet d'un homme d'équipage soient retrouvés.

## Hommage
- Dans les années 1950, le cap sud de l'île Bruce dans l'archipel François-Joseph, est nommé en son honneur[1].